# Chuck Schuldiner
Charles Michael "Chuck" Schuldiner (13 de maio de 1967, Long Island, Nova Iorque — 13 de dezembro de 2001) foi um músico estadunidense. Ele fundou a banda Death em 1983 sob o nome Mantas. Também gravou como guitarrista e compositor em sua outra banda, Control Denied.
Schuldiner é frequentemente referido como "O Pai do Death Metal", e no seu obituário de 5 de janeiro de 2002 da revista inglesa Kerrang! dizia que "Chuck Schuldiner foi uma das figuras mais importantes na história do metal". O próprio Schuldiner  era modesto sobre sua parte na história do death metal, dizendo: "Eu não acho que devo levar os créditos pelo som do death metal. Sou apenas um cara de uma banda, e acho que o Death é uma banda de metal". Schuldiner foi classificado na 10ª posição no livro "The 100 Greatest Metal Guitarists" (2009) de Joel McIver e na 20ª posição na lista "The 100 Greatest Metal Guitarists" (março de 2004) da revista Guitar World. Schuldiner fundou a editora Mutilation Music em 1987, afiliada à organização de direitos autorais BMI.

## Biografia

### Infância e juventude
Chuck Schuldiner nasceu em Long Island, no dia 13 de maio de 1967. Sua família mudou-se para a Flórida no ano seguinte de seu nascimento. Schuldiner tinha um irmão (Frank) e uma irmã (Bethann), ambos mais velhos que ele.
Chuck começou a tocar aos nove anos de idade. Seu irmão de 16 anos tinha sofrido um acidente fatal, por isso, seus pais compraram um violão para Chuck, como consolo. Teve aulas de violão clássico por menos de um ano, entretanto, não gostava delas, e resolveu parar.  Seus pais então compraram uma guitarra e lhe deram de presente, e foi aí que Chuck se apaixonou. Ganhou um amplificador e viciou no instrumento, não parando de tocar e escrever canções um dia sequer.
Foi muito inspirado por bandas como Iron Maiden, Kiss e Billy Idol, entre outras. Ele era um grande fã do movimento NWOBHM e suas bandas favoritas eram desse estilo. Slayer, Possessed e Metallica são apenas exemplos de influências que Chuck aplicou mais em sua própria banda.
Chuck abandonou a escola, apesar de tirar boas notas, pois ele achava extremamente chato assistir àquelas aulas. No entanto, ele se arrependeu disso depois. Ele também lutou contra o uso de drogas. Isso foi refletido em diversas entrevistas e em diversas canções (como "Living Monstrosity"), porém, Chuck apoiava o uso da maconha.

### Carreira musical
Chuck formou o Mantas em 1983. Em Janeiro de 1986, entrou na banda canadense Slaughter, temporariamente, para tocar guitarra, mas logo retornou para continuar com a formação de Death.
Houve algumas mudanças na formação durante o lançamento de cada disco. Depois do álbum Spiritual Healing, Chuck parou de trabalhar com os membros da banda e passou a trabalhar apenas com músicos contratados, devido às relações não tão agradáveis com antigos guitarristas. Por isso, Chuck tem a reputação de ser "o perfeccionista do Metal".
Depois disso, lançou com Death os álbuns Human, Individual Thought Patterns (1993), Symbolic (1995) e The Sound of Perseverance (1998). Tocou guitarra no projeto Voodoocult no álbum Jesus Killing Machine (1994). Depois disso, deu um tempo em Death para se dedicar à sua nova recém-formada banda, Control Denied, e lançou o álbum The Fragile Art Of Existence (1999).

### Doença e morte
Em Maio de 1999 Chuck começou a sentir dores na parte de cima do pescoço. Pensava se tratar de um problema nos nervos. Consultou um médico e começou a fazer exames, e o diagnóstico foi um tipo de câncer cerebral, sendo rapidamente encaminhado para radioterapia. Em outubro do mesmo ano, a família de Chuck anunciou que o tumor estava sob controle e iria ser retirado. Em janeiro, Schuldiner passou por uma cirurgia e o tumor foi retirado com sucesso. No entanto, sua família passava por problemas financeiros, e o custo da operação era altíssimo. A comunidade de pessoas apreciadoras do estilo musical organizou muitos movimentos e concertos beneficentes para ajudar a família a pagar o tratamento, tendo em mente que a vida do músico estava em perigo e que ele não poderia morrer por falta de dinheiro. Após a cirurgia, continuou com seu trabalho no Control Denied. Entretanto, dois anos depois, o câncer retornou. Os médicos recusaram a cirurgia (que deveria ser imediata) devido à falta de dinheiro. A imprensa pediu suporte e ajuda de todos, incluindo artistas. Schuldiner recebeu um remédio experimental chamado Vincristina para ajudar em sua terapia, no entanto, houve rejeição pelo organismo. Mesmo assim, continuou lutando contra sua doença. Em outubro/novembro, contraiu uma forte pneumonia em decorrência ao cancer e não resistiu, falecendo em 13 de dezembro de 2001

### Legado
Sua mãe, Jane Schuldiner, cuida dos pertences de Chuck. Ela sempre interage e responde aos fãs de Schuldiner, e ressalta sempre que possível o quanto ela admirava o trabalho do filho. A irmã de Schuldiner cuida dos discos e gravações que ele possuía. Ela têm um sobrinho chamado Christopher Steele, que também toca guitarra. Chistopher toca com as guitarras do Schuldiner, exceto com a primeira que o tio ganhou em vida.
Embora Schuldiner nunca tenha casado ou tido filhos, ele namorou uma garota chamada Kim por alguns anos. Foi o seu segundo relacionamento duradouro. Após sua morte, seu legado ainda vive através dos fãs e de suas gravações. Porém, uma guerra legal acontece devido aos direitos do segundo álbum do Control Denied (incompleto). Parte desse material foi lançado na compilação Zero Tolerance, no qual também é possível encontrar lados B e faixas inéditas.

## Discografia

### Com Death
- 1987 — Scream Bloody Gore — Combat
- 1988 — Leprosy — Combat
- 1990 —  Spiritual Healing — Combat
- 1991 — Human — Relativity
- 1992 — Fate:The Best Of Death (coletânea) — Relativity
- 1993 —  Individual Thought Patterns — Relativity
- 1995 — Symbolic — Roadrunner Records
- 1998 —  The Sound Of Perseverance — Nuclear Blast
- 2001 — Live in L.A. (Death & Raw) (ao vivo) — Nuclear Blast
- 2001 — Live in Eindhoven (ao vivo) — Nuclear Blast
- 2012 — Vivus! (coletânea)- Relapse Records

### Com Voodoocult
- 1994 — Jesus Killing Machine

### Com Control Denied
- 1999 — The Fragile Art of Existence

## Equipamentos
Chuck usava guitarras B.C. Rich, modelo Stealth. Anteriormente usava o modelo Mockingbird. Suas guitarras hoje são tocadas pelo seu sobrinho menor.